# Roosevelt Roberts
Roosevelt Roberts, född 11 februari 1994 i Miami, är en amerikansk MMA-utövare som tävlat i Bellator, och sedan 2018 tävlar i Ultimate Fighting Championship.